# HMIS Sutlej (U95)
«Сатледж» (англ. HMIS Sutlej (U95) — військовий корабель, шлюп типу  «Блек Свон» Королівського військово-морського флоту Великої Британії за часів Другої світової війни.

## Історія створення
Шлюп «Сатледж» був закладений 4 січня 1940 року на верфі компанії William Denny and Brothers у місті Дамбартон. Спущений на воду 1 жовтня 1940 року, вступив у стрій 23 квітня 1941 року.
Свою назву корабель отримав на честь річки Сатледж, найбільшої притоки Інду.

## Історія служби

### У складі ВМС Великої Британії
Після вступу у стрій під час випробування на кораблі були виявлені недоліки, усунення яких тривало до 25 червня 1941 року. Після цього «Сатледж» здійснював ППО конвоїв біля узбережжя Великої Британії. У серпні він був відправлений в Індійський океан через Фрітаун, Острів Святої Єлени, Дурбан та Момбасу. 4 листопада корабель прибув в Суец, де певний час використовувався для ППО порту. У грудні вирушив до Коломбо, куди прибув 23 грудня. 
Корабель ніс ескортну службу, зокрема супроводжував конвої ВМ-10 і ВМ-12 з військами в Сінгапур. Навесні 1942 року супроводжував конвої біля східного узбережжя Індостану, наприкінці травня був переведений на західне узбережжя. З вересня ніс ескортну службу в Аравійському морі.
У травні 1943 року корабель був переведений в Середземне море - спочатку в безпосереднє підпорядкування Середземноморського флоту, а у червні увійшов до складу 1-ї ескортної групи командування Леванту. Супроводжував наступ британських військ з Єгипту, супроводжував конвої біля узбережжя Лівії та Тунісу. У серпні 1943 року після окупації Сицилії союзниками був переведений у східну частину Середземного моря, де супроводжував конвої між Александрією та портами Лівану і Палестини.
Восени 1943 року «Сатледж» був відправлений в Бомбей, куди прибув 1 грудня. Після проводки одного конвою до Адена був переведений на східне узбережжя Індостану, де ніс службу на маршруті  Калькутта – Читтагонг. У травні-червні 1944 року залучався до протичовнового патрулювання поблизу Цейлону. З вересня 1944 року по березень 1945 року проходив ремонт в Бомбеї. У квітні брав участь в десантній операції біля Рангуна, потім залучався до патрулювання в Андаманському морі.
3 серпня 1945 року через поломку корабель повернувся до Бомбея, але у зв'язку із закінчення війни ремонтні роботи були відкладені і продовжились лише у 1946 році.

### У складі ВМС Індії
У 1947 році, із здобуттям Індією незалежності, шлюп «Сатледж» був переданий новоствореним ВМС Індії, де отримав назву «INS Sutlej».
Корабель входив до складу 12-ї ескадри фрегатів, пізніше використовувався як гідрографічне судно. Виключений зі складу флоту у 1978 році, розібраний у 1980 році.